# Julius Meier
Julius L. Meier, né le 31 décembre 1874 à Portland et mort le 14 juillet 1937 à Corbett (Oregon), était un homme d'affaires et une personnalité politique américaine.
Fils du fondateur du grand magasin Meier & Frank, il devient avocat avant d'entrer dans l'entreprise familiale à Portland. Politiquement indépendant, Meier a servi un seul mandat en tant que 20e gouverneur de l'Oregon entre 1931 et 1935.
Meier est l'un des seuls indépendants à avoir été élu gouverneur aux États-Unis. Il a été élu après la mort prématurée de son cabinet d'avocats partenaire, George W. Joseph, qui était le candidat républicain pour le gouverneur. 